# Список бомбардирских кораблей Российского флота
В список включены все бомбардирские корабли состоявшие на вооружении Российского флота.
Бомбардирские корабли представляли собой парусные двух- или трёхмачтовые суда, предназначавшиеся для обстрела береговых укреплений, приморских крепостей и портов. Основным оружием судов этого типа служили мортиры и гаубицы крупного калибра, позволявшие вести огонь по навесной траектории и поражать объекты, находившиеся за крепостными стенами и укреплениями. Корпуса судов отличались повышенной прочностью, поскольку должны были выдерживать значительные нагрузки, возникающие при стрельбе из крупнокалиберных орудий. Бомбардирские корабли обладали неплохой мореходностью, хоть и уступали по скорости линейным кораблям и фрегатам.
В составе Российского флота суда данного типа несли службу с конца XVII и до середины XIX века. Использовались в составе Балтийского и Черноморского флотов, Азовской и Каспийской флотилий. Первые бомбардирские корабли в России строились в 1699 году для Азовской флотилии. Строительство таких кораблей продолжалось до 1842 года, однако строились они в небольших количествах, в составе флотов и флотилий обычно состояло одновременно не более 2—3 кораблей. Во время военных действий при необходимости под бомбардирские могли быть переоборудованы суда других типов. Последний российский бомбардирский корабль был исключён из списков судов флота в 1859 году.

## Легенда
Список судов разбит на разделы по флотам и флотилиям, внутри разделов суда представлены в порядке очерёдности включения их в состав флота, в рамках одного года — по алфавиту.
Таблица:
- Наименование — имя судна.
- Количество орудий — количество артиллерийских орудий, установленных на судне.
- Размер — длина и ширина судна в метрах.
- Осадка — осадка судна (глубина погружения в воду) в метрах.
- Экипаж — количество членов экипажа.
- Верфь — верфь постройки судна.
- Корабельный мастер — фамилия мастера, построившего судно.
- История службы — основные места и события.
- н/д — нет данных.

Сортировка может проводиться по любому из выбранных столбцов таблиц, кроме столбцов История службы и Примечания.

## Бомбардирские корабли Балтийского флота
В разделе приведены все бомбардирские корабли, входившие в состав Балтийского флота России.
| Наименование     | Ор.   | Размер                                              | Осадка                                              | Эк. | Верфь                                                                                  | Мастер                                                                                 | Вх.  | Вых. | История службы | Прим.                     |
| ---------------- | ----- | --------------------------------------------------- | --------------------------------------------------- | --- | -------------------------------------------------------------------------------------- | -------------------------------------------------------------------------------------- | ---- | ---- | --- | ------------------------- |
| Бир-Драгер       | 3     | 24,4 x 7,3                                          | 2,7                                                 | 15  | Олонецкая верфь                                                                        | В. Шленграф                                                                            | 1703 | 1710 | Были заложены и введены в строй в качестве одноимённых буеров, однако в 1705 году были переоборудованы в бомбардирские корабли. Принимали участие в Северной войне, летом 1705 года и с 1706 по 1709 год в с мая по октябрь находились у острова Котлин в составе эскадры, а на зимовку уходили в Санкт-Петербург. | [ 5 ] [ 6 ] [ 7 ] [ 8 ]   |
| Вейн-Драгер      | 3     | 24,4 x 7,3                                          | 2,7                                                 | 15  | Олонецкая верфь                                                                        | В. Геренс                                                                              | 1703 | 1710 | Были заложены и введены в строй в качестве одноимённых буеров, однако в 1705 году были переоборудованы в бомбардирские корабли. Принимали участие в Северной войне, летом 1705 года и с 1706 по 1709 год в с мая по октябрь находились у острова Котлин в составе эскадры, а на зимовку уходили в Санкт-Петербург. | [ 5 ] [ 9 ] [ 10 ] [ 11 ] |
| Без наименования | н/д   | н/д                                                 | н/д                                                 | н/д | Олонецкая верфь                                                                        | Сварт                                                                                  | 1706 | н/д  | Сведений о плаваниях судна не сохранилось. | [ 12 ]                    |
| Без наименования | 14/16 | 24,7                                                | н/д                                                 | 150 | Олонецкая верфь                                                                        | Р. Броун                                                                               | 1708 | н/д  | Принимал участие в Северной войне, в мае 1710 года входил в состав эскадры вице-адмирала К. И. Крюйса, которая сопровождала транспортные суда к Берёзовым островам, после находился у Кроншлота для защиты острова Котлин. В 1711 году выходил в крейсерские плавания в Финский залив, а в следующем году использовался для сопровождения транспортов от Кронштадта к Выборгу. В мае 1713 года в составе флота совершил плавание к Берёзовым островам. | [ 12 ] [ 13 ] [ 14 ]      |
| Юпитер           | 6     | 24,4 x 8,2                                          | 3                                                   | 50  | Санкт-Петербургское адмиралтейство                                                     | О. Най                                                                                 | 1715 | 1735 | Принимал участие в Северной войне, в 1715, 1716, 1717 и 1721 годах находился на Кронштадтском рейде для защиты острова Котлин. С 1718 по 1720 год выходил в крейсерские, а в 1724 году в практическое плавание в Финский залив. В 1725 году подвергся ремонту в Санкт-Петербурге, а в следующем году стоял в Кронштадте. В 1727 году перешёл в Ревель, где находился до июля 1733 года, после чего вернулся в Кронштадт. Принимал участие в действиях флота под Данцигом в 1734 году. Разобран в Санкт-Петербурге. | [ 12 ] [ 14 ] [ 15 ]      |
| Дондер           | 6     | 25,9 x 8,2                                          | 3,1                                                 | 50  | Санкт-Петербургское адмиралтейство                                                     | О. Най                                                                                 | 1716 | н/д  | Принимал участие в Северной войне, с 1718 по 1721 год выходил в крейсерские, а в 1724 году в практическое плавание в Финский залив. В 1725 году подвергся ремонту в Санкт-Петербурге, а в следующем году перешёл в Кронштадт, где находился до 1734 года. Принимал участие в действиях флота под Данцигом в 1734 году. С сентября 1734 года находился в Выборге, а в апреле следующего года вернулся в Кронштадт. | [ 12 ] [ 14 ] [ 16 ]      |
| Самсон           | 6     | 25,9 x 8,2                                          | 3                                                   | 50  | Санкт-Петербургское адмиралтейство                                                     | Р. Козенц                                                                              | 1727 | 1735 | В море не выходили, оба корабля все время службы находились в Кронштадте, где и были разобраны. | [ 12 ] [ 14 ] [ 17 ]      |
| Этна             | 6     | Сведений о размерах и осадке корабля не сохранилось | Сведений о размерах и осадке корабля не сохранилось | н/д | Санкт-Петербургское адмиралтейство                                                     | н/д                                                                                    | 1727 | 1735 | В море не выходили, оба корабля все время службы находились в Кронштадте, где и были разобраны. | [ 12 ] [ 14 ] [ 17 ]      |
| Самсон           | 10/14 | 31,1 x 8,3                                          | 3,8                                                 | н/д | Санкт-Петербургское адмиралтейство                                                     | Р. Рамзай                                                                              | 1740 | 1751 | Принимал участие в Русско-шведской войне 1741—1743 годов, использовался для обучения экипажа, защиты острова Котлин, крейсерских плаваний и перестрелок с флотом противника. 12 (23) июля 1743 года был повреждён во время шторма у полуострова Гангут и на буксире корабля «Новая Надежда» доставлен в Ревель. После ремонта в июне 1745 году ушёл в Кронштадт. В 1746, 1748, 1750 и 1751 годах выходил в практические плавания в Финский залив. В 1749 году доставил из Данцига в Ревель имущество русского корпуса, находившегося в Германии.                                                                           | [ 12 ] [ 16 ] [ 18 ]      |
| Юпитер           | 10/14 | 31,1 x 8,3                                          | 3,8                                                 | н/д | Санкт-Петербургское адмиралтейство                                                     | Р. Рамзай                                                                              | 1740 | 1751 | Принимал участие в Русско-шведской войне 1741—1743 годов, использовался для обучения экипажа, защиты острова Котлин, крейсерских плаваний и перестрелок с флотом противника. В июне 1744 году ушёл в Кронштадт. В 1746, 1748, 1750 и 1751 годах выходил в практические плавания в Финский залив. В 1749 году доставил из Данцига в Ревель имущество русского корпуса, находившегося в Германии. | [ 12 ] [ 14 ] [ 19 ]      |
| Гром             | 6     | 27,4 x 8,2                                          | 2,1                                                 | н/д | Санкт-Петербургское адмиралтейство                                                     | Д. Сютерланд                                                                           | 1741 | 1746 | Принимал участие в Русско-шведской войне 1741—1743 годов, использовался для обучения экипажа в шхерах и крейсерских плаваний. В 1743 году находился в Транзунде. | [ 12 ] [ 20 ] [ 21 ]      |
| Дондер           | 10    | 28,9 x 8,2                                          | 3,3                                                 | 100 | Санкт-Петербургское адмиралтейство                                                     | Д. Сютерланд                                                                           | 1752 | 1763 | Принимал участие в Семилетней войне, в том числе в бомбардировках Мемеля и Кольберга. Разобран в Кронштадте. | [ 12 ] [ 20 ] [ 21 ]      |
| Юпитер           | 10    | 28,9 x 8,2                                          | 3,3                                                 | 100 | Санкт-Петербургское адмиралтейство                                                     | Кронинг                                                                                | 1755 | 1769 | Принимал участие в Семилетней войне, в том числе в бомбардировках Мемеля и Кольберга. С 1762 по 1764 год находился в Кронштадте. В 1765 году выходил в практическое плавание в Финский залив и в присутствии Екатерины II вёл обстрел специально построенного городка. Разобран в Кронштадте. | [ 20 ] [ 22 ] [ 23 ]      |
| Самсон           | 10    | 28,9 x 8,2                                          | 3,3                                                 | 100 | Санкт-Петербургское адмиралтейство                                                     | И. И. Ильин                                                                            | 1758 | 1769 | Принимал участие в Семилетней войне, в том числе в бомбардировках Кольберга. С 1762 по 1764 год находился в Кронштадте. В 1765 году выходил в практическое плавание в Финский залив, во время маневров столкнулся с пинком «Вологда», за что командир судна П. А. Косливцев был арестован. В тот же день под командованием В. Смирнова в присутствии Екатерины II вёл обстрел специально построенного городка. Разобран в Кронштадте. | [ 20 ] [ 22 ] [ 24 ]      |
| Гром             | 10/16 | 28,9 x 8,2                                          | 3,3                                                 | 100 | Санкт-Петербургское адмиралтейство                                                     | И. Давыдов                                                                             | 1765 | 1774 | Принимал участие в Русско-турецкой войне 1768—1774 годов. В 1769 году в составе Первой Архипелагской эскадры вышел из Кронштадта в Средиземное море, при этом тяжёлые орудия для улучшения мореходности были погружены на корабль «Ростислав». По дороге получил повреждения грот-мачты и руля, ремонтировался в Гулле и Портсмуте. В составе эскадры графа А. Г. Орлова принимал участие в Хиосском сражении и бомбардировках крепости на острове Лемнос, в составе отряда контр-адмирала А. В. Елманова — в блокаде пролива Дарданеллы, бомбардировках крепостей Будрум и Станчио. В 1774 году разобран на дрова в Аузе. | [ 20 ] [ 22 ] [ 25 ]      |
| Страшный         | 14    | 29,3 x 7,2                                          | 4,1                                                 | н/д | Приобретён в Англии. Сведений о месте постройки и корабельных мастерах не сохранилось. | Приобретён в Англии. Сведений о месте постройки и корабельных мастерах не сохранилось. | 1771 | 1783 | Принимал участие в Русско-турецкой войне 1768—1774 годов, в том числе в крейсерских плаваниях, бомбардировках крепостей Будрум и Станчио. 19 (30) августа 1774 года пришёл в Кронштадт. В 1777 году доставил адмирала С. К. Грейга их Кронштадта в Эдинбург и обратно. Принимал участие в «Вооружённом нейтралитете» 1779—1783 годов, в 1779 году использовался в качестве транспорта, а в 1780 и 1783 годах выходил в практические плавания в Финский залив. | [ 22 ] [ 26 ] [ 27 ]      |
| Юпитер           | 10    | 28,9 x 8,2                                          | 3,3                                                 | 100 | Кронштадтская верфь                                                                    | В. А. Селянинов                                                                        | 1771 | 1780 | В 1776 и 1777 годах выходил в практические плавания в Финский залив. Принимал участие в смотре судов флота Екатериной II 7 (18) июля 1776 года. Разобран в Кронштадте. | [ 22 ] [ 26 ] [ 28 ]      |
| Марс             | 10    | 28,9 x 8,2                                          | 3,3                                                 | 100 | Кронштадтская верфь                                                                    | В. А. Селянинов                                                                        | 1771 | 1780 | В 1778 году выходил в практическое плавание в Финский залив, остальное время находился в Кронштадте, где и был разобран. | [ 22 ] [ 26 ] [ 28 ]      |
| Молния           | 16    | 27,8 x 7,6                                          | 5,1                                                 | н/д | Приобретён в Англии. Сведений о месте постройки и корабельных мастерах не сохранилось. | Приобретён в Англии. Сведений о месте постройки и корабельных мастерах не сохранилось. | 1771 | 1787 | Принимал участие в Русско-турецкой войне 1768—1774 годов, в том числе в крейсерских плаваниях, бомбардировках крепостей Митилини, Чесма, Будрум и Станчио. В 1775 году ушёл в Ревель. В 1777 году выходил в практические плавания в Финский залив, а в 1779 году был переоборудован в транспорт. Разбился в проливе Моонзунд по пути из Риги в Кронштадт в сентябре 1787 года. | [ 22 ] [ 26 ] [ 29 ]      |
| Перун            | 14    | 30,5 x 6,8                                          | 3,6                                                 | н/д | Кронштадтская верфь                                                                    | А. С. Катасанов                                                                        | 1780 | 1803 | В 1784 и 1785 годах выходил в практические плавания в Балтийское море. Принимал участие в Русско-шведской войне 1788—1790 годов, в том числе в крейсерских плаваниях у Красной Горки, действиях гребного флота в шхерах, Первом Роченсальмском сражении, в котором был захвачен шведами, но позже отбит, сражении у Биорке-зунде и Втором Роченсальмском сражении. С 1791 по 1800 год находился в Кронштадте. В 1801 году занимал позицию на Южном фарватере для защиты острова Котлин. Разобран в Кронштадте. | [ 22 ] [ 26 ] [ 30 ]      |
| Гром             | 14    | 30,5 x 6,8                                          | 3,6                                                 | н/д | Галерная верфь                                                                         | В. А. Селянинов, Г. Корчебников                                                        | 1783 | 1703 | В 1785 году выходил в практическое плавание в Балтийское море, в следующем году находился в порту Кронштадта. Принимал участие в русско-шведской войне 1788—1790 годов, в том числе в крейсерских плаваниях у Красной Горки, действиях гребного флота в шхерах, Первом Роченсальмском сражении и сражении со шведской гребной флотилией. С 1791 по 1800 год находился в Кронштадте. В 1801 году занимал позицию на Южном фарватере для защиты острова Котлин. Разобран в Кронштадте. | [ 22 ] [ 26 ] [ 31 ]      |
| Страшный         | 14    | 29,9 x 8,2                                          | 3,3                                                 | 105 | Галерная верфь                                                                         | С. Дуракин                                                                             | 1788 | 1794 | Принимал участие в Русско-шведской войне 1788—1790 годов, в том числе в Гогландском, Эландском, Ревельском и Выборгском сражениях. В 1791 году использовался для обучения экипажа на Кронштадтском рейде. С 1792 по 1794 год находился в Кронштадтском порту. | [ 22 ] [ 26 ] [ 32 ]      |
| Победитель       | 18    | 30,5 x 8,9                                          | 4                                                   | 130 | Галерная верфь                                                                         | Д. А. Масальский                                                                       | 1788 | 1798 | Принимал участие в Русско-шведской войне 1788—1790 годов, в том числе в Гогландском, Эландском, Ревельском и Выборгском сражениях. С 1791 по 1798 год находился в Кронштадтском порту. | [ 22 ] [ 26 ] [ 33 ]      |
| Перун            | 20/24 | 36,3 x 9,7                                          | 4,6                                                 | н/д | Главное адмиралтейство                                                                 | И. В. Курепанов                                                                        | 1808 | 1822 | С 1809 по 1811 год занимал позицию на Кронштадтском рейде для защиты острова Котлин. Принимал участие в Отечественной войне 1812 года и войне с Францией 1813—1814 годов, в том числе в блокаде и бомбардировке Данцига. В октябре 1813 года вернулся в Кронштадт, где находился до 1822 года. | [ 34 ] [ 22 ] [ 35 ]      |
| Молния           | 16/24 | 36,3 x 9,7                                          | 4,6                                                 | н/д | Главное адмиралтейство                                                                 | И. В. Курепанов                                                                        | 1808 | н/д  | С 1809 по 1811 год занимал позицию на Кронштадтском рейде для защиты острова Котлин. Принимал участие в Отечественной войне 1812 года и войне с Францией 1813—1814 годов, в том числе в блокаде и бомбардировке Данцига. В 1814 году пришёл в Свеаборг, где с 1815 по 1824 год нёс брандвахтенную службу. | [ 34 ] [ 22 ] [ 35 ]      |

- Полумодель бомбардирского корабля «Дондер» 1716 года постройки из коллекции ЦВММ

## Бомбардирские корабли Черноморского флота и Азовской флотилии
В разделе приведены все бомбардирские корабли, входившие в состав Черноморского флота и Азовской флотилии России.
| Наименование          | Ор. | Размер | Осадка | Эк. | Верфь | Мастер | Вх.                                                                         | Вых.                                                                        | История службы | Прим.                              |
| --------------------- | --- | --- | --- | --- | --- | --- | --------------------------------------------------------------------------- | --------------------------------------------------------------------------- | --- | ---------------------------------- |
| Гром                  | 14 | 26,9 x 8,5 | 3,1 | н/д | Чижовская верфь | А. Мейер | 1699                                                                        | н/д                                                                         | Построен Гостиным кумпанством. В марте 1703 года переделывался в Устье мастером Я. Корнилисеном. В 1710 году стоял на блоках в Таврове. | [ 36 ] [ 37 ] [ 38 ]               |
| Молния                | 14 | 27,3 x 8,5 | 3,1 | н/д | Чижовская верфь | А. Мейер | 1699                                                                        | 1710                                                                        | Построен Гостиным кумпанством. При переводе в Устья был выброшен на берег напротив Трушкино. Был перестроен мастером Я. Корнилисеном. | [ 36 ] [ 37 ] [ 38 ]               |
| Громовая стрела       | 14 | 25,4 x 8,5 | 3,1 | н/д | Чижовская верфь | А. Мейер | 1699                                                                        | 1709                                                                        | Построен Гостиным кумпанством. В марте 1703 года переделывался в Устье мастером Д. Фейкесом. | [ 36 ] [ 37 ] [ 38 ]               |
| Миротворец            | 14 | 30,1 x 8,8 | н/д | н/д | Чижовская верфь | А. Мейер | 1699                                                                        | 1709                                                                        | Построен Гостиным кумпанством. Весной 1699 года на сел на мель в устье Дона, где простоял до конца лета. 25 ноября (5 декабря) 1699 года ушёл в Азов. | [ 36 ] [ 37 ] [ 38 ] [ 39 ]        |
| Бомба                 | 14/24 | 28,3 x 8,8 | 3,6 | н/д | Воронежская верфь | Я. Моро, Я. Вентурини | Сведений о размерах и осадке кораблей не сохранилось, заложены в 1697 году. | Сведений о размерах и осадке кораблей не сохранилось, заложены в 1697 году. | Все три корабля были построены кумпанством Троице-Сергиева монастыря. С марта 1703 года они находились в Устье. В 1710 году все стояли на блоках в Таврове. | [ 36 ] [ 38 ] [ 40 ]               |
| Агнец                 | 14/24 | 26,5 x 8,5 | 3,2 | н/д | Воронежская верфь | Я. Моро | Сведений о размерах и осадке кораблей не сохранилось, заложены в 1697 году. | Сведений о размерах и осадке кораблей не сохранилось, заложены в 1697 году. | Все три корабля были построены кумпанством Троице-Сергиева монастыря. С марта 1703 года они находились в Устье. В 1710 году все стояли на блоках в Таврове. | [ 13 ] [ 36 ] [ 41 ]               |
| Страх                 | 14 | 27,4 x 8,5 | 3,4 | н/д | Воронежская верфь | Я. Моро | Сведений о размерах и осадке корабля не сохранилось, заложен в 1698 году.   | Сведений о размерах и осадке корабля не сохранилось, заложен в 1698 году.   | Все три корабля были построены кумпанством Троице-Сергиева монастыря. С марта 1703 года они находились в Устье. В 1710 году все стояли на блоках в Таврове. | [ 13 ] [ 36 ] [ 41 ]               |
| Первый                | 11 | 18,3 x 5,2 | 1,8 | 60 | Икорецкая верфь | С. И. Афанасьев | 1770                                                                        | 1771                                                                        | В 1770 году перешёл с верфи в Таганрог. В 1771 году входил в состав эскадры вице-адмирала А. Н. Сенявина. 29 мая (9 июня) 1771 года попал в сильный шторм и затонул. Погибли 33 члена экипажа включая командира корабля М. Воейкова. | [ 36 ] [ 41 ] [ 42 ] [ 43 ]        |
| Второй                | 11 | 18,3 x 5,2 | 1,8 | 60 | Икорецкая верфь | С. И. Афанасьев | 1770                                                                        | н/д                                                                         | В 1770 году перешёл с верфи в Таганрог. Принимал участие в Русско-турецкой войне 1768—1774 годов, в том числе в крейсерских плаваниях, прикрытии переправы российских войск в Крым, блокаде входа в Азовское море и отражении атак турецкого флота. С 1775 по 1778 год нёс брандвахтенную службу в Таганроге, Керчи и устье Кубани. | [ 36 ] [ 41 ] [ 44 ]               |
| Яссы                  | 14 | 26,2 x 7,3 | 2,4 | 60 | Икорецкая верфь | Сведений о корабельных мастерах, построивших корабли, не сохранилось.                                                               | 1770                                                                        | 1785                                                                        | С 1770 году, после установки мортир, использовался в качестве бомбардирского корабля. Зимой 1778—1779 годов во время тимберовки вновь переоборудован в транспорт. В качестве транспорта с 1779 по 1785 год состоял на грузо-пассажирских перевозках между портами Чёрного и Азовского морей. Разбился во время шторма 24 мая (4 июня) 1785 года по пути из Еникале в Таганрог. В результате катастрофы погибли 5 членов экипажа и 2 пассажира.                             | [ 45 ] [ 46 ] [ 47 ]               |
| Страшный              | 14 | 28,9 x 8,2 | 3,3 | н/д | Хопёрская верфь | Сведений о корабельных мастерах, построивших корабли, не сохранилось.                                                               | 1779                                                                        | 1791                                                                        | Участвовал в показательном бою во время посещения Севастополя Екатериной II. Принимал участие в Русско-турецкой войне 1787—1791 годов, с августа 1787 года занимал позицию у входа в Севастопольскую бухту в качестве плавучей батареи. | [ 30 ] [ 36 ] [ 41 ]               |
| № 1                   | 8 | 22,8 x 5,8 | 1,4 | 113 | Киевская верфь | Сведений о корабельных мастерах, построивших корабли, не сохранилось.                                                               | 1785                                                                        | н/д                                                                         | С 1787 году был переоборудован в бомбардирский корабль из транспорта. Во время Русско-турецкой войны 1787—1791 годов принимал участие в действиях гребной флотилии контр-адмирала принца К. Г. Нассау-Зигена, в том числе в сражениях с турецким флотом у Очакова и бомбардировках Очакова. После взятия Очакова в боевых действиях участия не принимал. | [ 41 ] [ 48 ] [ 49 ]               |
| № 2                   | 7 | 21,3 x 5,8 | 1,4 | 98 | Киевская верфь | Сведений о корабельных мастерах, построивших корабли, не сохранилось.                                                               | 1785                                                                        | н/д                                                                         | С 1787 году был переоборудован в бомбардирский корабль из транспорта. Во время Русско-турецкой войны 1787—1791 годов принимал участие в действиях гребной флотилии контр-адмирала принца К. Г. Нассау-Зигена, в том числе в сражениях с турецким флотом у Очакова и бомбардировках Очакова. После взятия Очакова в боевых действиях участия не принимал. | [ 41 ] [ 48 ] [ 49 ]               |
| Константин            | 8 | 25,6 x 7,3 | 2,7 | н/д | Построен в Марселе, сведений о верфи и корабельном мастере не сохранилось.                                                          | Построен в Марселе, сведений о верфи и корабельном мастере не сохранилось.                                                          | 1777                                                                        | 1790                                                                        | Приобретен для нужд флота в 1777 году. Принимал участие в Русско-турецкой войне 1787—1791 годов. В 1789 и 1790 годах действовал в составе гребной флотилии в Днепровском лимане, участвовал в прорыве в Сулинское гирло, сражении с турецкой флотилией, а также взятии крепостей Тульча и Исакча. Вместе с остальными судами флотилии принимал участие в блокаде и бомбардировках Измаила. Погиб 10 (21) декабря 1790 года от попадания турецкой бомбы в пороховой погреб. | [ 41 ] [ 49 ] [ 50 ]               |
| Алексей               | 8 | 24,4 x 7,3 | 3,3 | н/д | Новопавловская или Новохопёрская верфь                                                                                              | Сведений о корабельных мастерах, построивших корабли, не сохранилось.                                                               | 1773                                                                        | н/д                                                                         | Был переоборудован из галиота у Глубокой Пристани для ведения боевых действий в Днепровском лимане, однако после взятия Очакова, необходимость в бомбардирских судах в лимане отпала. В боевых действиях участия не принимал. | [ 49 ] [ 51 ] [ 52 ]               |
| Святой Пётр           | 8 | 24,4 x 7,3 | 3,3 | н/д | Новопавловская или Новохопёрская верфь                                                                                              | Сведений о корабельных мастерах, построивших корабли, не сохранилось.                                                               | 1779                                                                        | н/д                                                                         | Был переоборудован из галиота у Глубокой Пристани для ведения боевых действий в Днепровском лимане, однако после взятия Очакова, необходимость в бомбардирских судах в лимане отпала. В боевых действиях участия не принимал. | [ 49 ] [ 41 ] [ 52 ]               |
| Филипп                | 8 | 24,4 x 7,3 | 3,3 | н/д | Новопавловская или Новохопёрская верфь                                                                                              | Сведений о корабельных мастерах, построивших корабли, не сохранилось.                                                               | 1779                                                                        | н/д                                                                         | Был переоборудован из галиота у Глубокой Пристани для ведения боевых действий в Днепровском лимане, однако после взятия Очакова, необходимость в бомбардирских судах в лимане отпала. В боевых действиях участия не принимал. | [ 49 ] [ 52 ] [ 53 ]               |
| Иона                  | 8 | 24,4 x 7,3 | 3,3 | н/д | Гнилотонская верфь | Сведений о корабельных мастерах, построивших корабли, не сохранилось.                                                               | 1783                                                                        | н/д                                                                         | Был переоборудован из галиота у Глубокой Пристани для ведения боевых действий в Днепровском лимане, однако после взятия Очакова, необходимость в бомбардирских судах в лимане отпала. В боевых действиях участия не принимал. | [ 49 ] [ 53 ] [ 54 ]               |
| Никита Мученик        | 20/28 | 28,9 x 8,2 | 2,6 | н/д | Олонецкая верфь | И. И. Афанасьев | 1766                                                                        | 1791                                                                        | С 1788 по 1791 год нёс брандвахтенную службу в Севастополе, поскольку был признан негодным для морских плаваний. | [ 55 ] [ 56 ] [ 57 ] [ 58 ] [ 59 ] |
| Архангел Гавриил      | 8 | 30,5 x 8,7 | 2,9 | н/д | Таганрогская верфь | Сведений о корабельных мастерах, построивших корабли, не сохранилось.                                                               | 1781                                                                        | 1791                                                                        | С 1789 по 1791 год находился в Днепровском лимане. | [ 48 ] [ 49 ] [ 53 ] [ 60 ]        |
| Иероним               | 34/40 | 30 x 10,8 | 3,4 | 250 | Гнилотонская верфь | Сведений о корабельных мастерах, построивших корабли, не сохранилось.                                                               | 1785                                                                        | 1795                                                                        | Принимал участие в Русско-турецкой войне 1787—1791 годов, в том числе в сражениях у острова Фидониси, Керченского пролива, у мысов Тендра и Калиакра, а также в крейсерских плаваниях, бомбардировках турецких береговых укреплений и судов. С 1792 по 1794 год нёс брандвахтенную службу в Севастополе. | [ 49 ] [ 53 ] [ 61 ]               |
| Спиридон Тримифийский | 6 | 21,3 x 5,8 | 2,7 | н/д | Новопавловская верфь | Сведений о корабельных мастерах, построивших корабли, не сохранилось.                                                               | 1773                                                                        | 1791                                                                        | С 1789 по 1791 год находился в Днепровском лимане. | [ 53 ] [ 62 ] [ 63 ]               |
| Рождество Богородицы  | 8 | 28,5 x 7 | 4 | 80 | Сведений о месте постройки и корабельных мастерах не сохранилось.                                                                   | Сведений о месте постройки и корабельных мастерах не сохранилось.                                                                   | 1788                                                                        | 1812                                                                        | Приобретён для нужд флота в 1788 году. Принимал участие в Русско-турецкой войне 1787—1791 годов, в том числе в сражениях у острова Тендра и мыса Калиакра, а также в крейсерских плаваниях, бомбардировках турецких береговых укреплений и судов. С 1792 по 1797 год стоял в Севастополе. В 1797 году был переоборудован в транспорт, а в 1806 году — в брандер. | [ 49 ] [ 53 ] [ 64 ]               |
| Никон                 | 22 | 33,8 x 12,3 | 5,2 | н/д | Хопёрская верфь | Котцов | 1789                                                                        | н/д                                                                         | В боевых действиях участия не принимал, после Русско-турецкой войны 1787—1791 годов был разоружён и переоборудован в транспорт. | [ 53 ] [ 65 ] [ 66 ]               |
| Сергий                | н/д | 35,1 x 13,1 | 3,4 | н/д | Хопёрская верфь | Котцов | 1789                                                                        | н/д                                                                         | В боевых действиях участия не принимал, после Русско-турецкой войны 1787—1791 годов был разоружён и переоборудован в транспорт. | [ 53 ] [ 66 ]                      |
| Новопавловск          | 15 | 20,1 x 5,6 | 2,5 | н/д | Новопавловская верфь | С. И. Афанасьев | 1789                                                                        | 1804                                                                        | С 1790 по 1803 год совершал плавания в Азовском море, нёс брандвахтенную службу в Керчи и Таганроге. Разобран в Таганроге. | [ 53 ] [ 65 ] [ 67 ]               |
| Лиман                 | н/д | 32,9 x 9,1 | 4,6 | н/д | Херсонская верфь | С. И. Афанасьев | 1806                                                                        | н/д                                                                         | Принимал участие в Русско-турецкой войне 1806—1812 годов, в том числе в действиях флота против Трапезунда. В 1809 году переоборудован в транспорт. | [ 65 ] [ 66 ] [ 68 ]               |
| Михаил                | Сведений о вооружении корабля, его конструкции, численности экипажа и месте постройки, а также корабельных мастерах не сохранилось. | Сведений о вооружении корабля, его конструкции, численности экипажа и месте постройки, а также корабельных мастерах не сохранилось. | Сведений о вооружении корабля, его конструкции, численности экипажа и месте постройки, а также корабельных мастерах не сохранилось. | Сведений о вооружении корабля, его конструкции, численности экипажа и месте постройки, а также корабельных мастерах не сохранилось. | Сведений о вооружении корабля, его конструкции, численности экипажа и месте постройки, а также корабельных мастерах не сохранилось. | Сведений о вооружении корабля, его конструкции, численности экипажа и месте постройки, а также корабельных мастерах не сохранилось. | 1806                                                                        | н/д                                                                         | В бомбардирский корабль был переоборудован из купленного в 1806 году транспортного судна. С 1807 по 1810 год выходил в крейсерские плавания в Азовское и Чёрное моря. | [ 65 ] [ 69 ] [ 70 ]               |
| Евлампий              | н/д | 27 x 8,4 | 3,3 | Сведений о месте постройки и корабельных мастерах не сохранилось.                                                                   | Сведений о месте постройки и корабельных мастерах не сохранилось.                                                                   | Сведений о месте постройки и корабельных мастерах не сохранилось.                                                                   | 1807                                                                        | 1820                                                                        | В бомбардирский корабль был переоборудован из купленного в 1807 году транспортного судна. Принимал участие в Русско-турецкой войне 1806—1812 годов, в том числе в бомбардировке Анапы. С 1810 по 1813 год выходил в крейсерские плавания в Чёрное море. В 1814 году переоборудован в транспорт. | [ 65 ] [ 68 ] [ 71 ]               |
| Без наименования      | Сведений о вооружении корабля, его конструкции, численности экипажа и месте постройки, а также корабельных мастерах не сохранилось. | Сведений о вооружении корабля, его конструкции, численности экипажа и месте постройки, а также корабельных мастерах не сохранилось. | Сведений о вооружении корабля, его конструкции, численности экипажа и месте постройки, а также корабельных мастерах не сохранилось. | Сведений о вооружении корабля, его конструкции, численности экипажа и месте постройки, а также корабельных мастерах не сохранилось. | Сведений о вооружении корабля, его конструкции, численности экипажа и месте постройки, а также корабельных мастерах не сохранилось. | Сведений о вооружении корабля, его конструкции, численности экипажа и месте постройки, а также корабельных мастерах не сохранилось. | 1808                                                                        | н/д                                                                         | В бомбардирский корабль был переоборудован из купленного в 1808 году транспортного судна. Сведений о плаваниях не сохранилось. | [ 65 ] [ 68 ]                      |
| Опыт                  | 10 | 22 x 6,7 | 5,8 | н/д | Николаевское адмиралтейство | И. С. Разумов | 1825                                                                        | 1842                                                                        | Заложен и спущен как одноимённый транспорт, однако в том же году переоборудован в бомбардирский корабль. Принимал участие в Русско-турецкой войне 1828—1829 годов, в том числе в бомбардировках Анапы, Варны, Мессемврии и Инады. В 1830 году выходил в крейсерские плавания к берегам Абхазии, а в 1831 году был вновь переоборудован в транспорт. | [ 65 ] [ 68 ] [ 72 ] [ 73 ] [ 74 ] |
| Успех                 | 8 | 22,6 x 6,9 | 5,5 | н/д | Николаевское адмиралтейство | И. С. Разумов | 1826                                                                        | 1842                                                                        | Заложен и спущен как одноимённый транспорт, в 1827 году переоборудован в бомбардирский корабль. Принимал участие в Русско-турецкой войне 1828—1829 годов. В 1831 году был вновь переоборудован в транспорт. | [ 65 ] [ 68 ] [ 72 ]               |
| Соперник              | 11/12 | 22,9 x 7 | 3,4 | 80 | Херсонская верфь | А. К. Каверзнев | 1826                                                                        | 1840                                                                        | Заложен и спущен как одноимённый транспорт типа «Ревнитель», однако в 1827 году переделан в бомбардирский корабль. Принимал участие в Русско-турецкой войне 1828—1829 годов, в том числе в бомбардировках Анапы, Варны, Мессемврии, Инады и Мидии. В 1830 году вновь переоборудован в транспорт. По окончании службы был переоборудован в магазин. | [ 65 ] [ 68 ] [ 75 ]               |
| Подобный              | 7/12 | 22,9 x 7 | 3,4 | 80 | Херсонская верфь | А. К. Каверзнев | 1826                                                                        | 1835                                                                        | Заложен и спущен как одноимённый транспорт типа «Ревнитель», однако в 1827 году переделан в бомбардирский корабль. Принимал участие в Русско-турецкой войне 1828—1829 годов, в том числе в бомбардировках Анапы, Варны, Мессемврии, Инады и Мидии. Разбился во время шторма 17 (29) декабря 1835 года. | [ 65 ] [ 68 ] [ 75 ]               |
| Перун                 | 16 | 33 x 8,8 | 4 | н/д | Николаевское адмиралтейство | Г. В. Афанасьев | 1842                                                                        | 1859                                                                        | С 1843 по 1853 выходил в практические плавания в Чёрное море. Во время Крымской войны стоял в Николаеве и в боевых действиях участия не принимал. С 1856 по 1857 год использовался в качестве транспортного судна. | [ 34 ] [ 65 ] [ 68 ]               |

## Бомбардирские корабли Каспийской флотилии
В разделе приведены все бомбардирские корабли, входившие в состав Каспийской флотилии России.
| Наименование     | Ор.   | Размер                                              | Осадка                                              | Верфь                    | Мастер                                        | Вх.  | Вых. | История службы | Прим.                |
| ---------------- | ----- | --------------------------------------------------- | --------------------------------------------------- | ------------------------ | --------------------------------------------- | ---- | ---- | --- | -------------------- |
| Без наименования | 14    | 28,9 x 8,2                                          | 3,3                                                 | Казанское адмиралтейство | Сведений о корабельном мастере не сохранилось | 1780 | 1785 | С 1781 по 1785 год ежегодно выходил в практические плавания в Каспийское море, также на корабле выполнялась опись берегов Бакинского и Красноводского заливов. | [ 32 ] [ 76 ] [ 77 ] |
| Моздок           | 10    | Сведений о размерах и осадке корабля не сохранилось | Сведений о размерах и осадке корабля не сохранилось | Казанское адмиралтейство | М. Протопопов                                 | 1785 | 1794 | С 1786 по 1793 год выходил в практические плавания в Каспийское море. | [ 32 ] [ 76 ] [ 77 ] |
| Кизляр           | 10/18 | 28,9 x 8,2                                          | 3,4                                                 | Казанское адмиралтейство | В. Д. Власов                                  | 1794 | 1804 | С 1796 по 1801 год совершал плавания в Каспийском море. В 1799 году входил в отряд судов, направленных в Баку с жалобами российских купцов на притеснения со стороны бакинского хана. Вёл бомбардировку Баку до полного удовлетворения ханом Гусейном всех требований русских купцов. По окончании службы был разобран в Астрахани.                                                                | [ 67 ] [ 76 ] [ 77 ] |
| Моздок           | 10/18 | 28,9 x 8,2                                          | 3,4                                                 | Казанское адмиралтейство | В. Д. Власов                                  | 1795 | 1805 | С 1796 по 1804 год совершал плавания в Каспийском море. По окончании службы был разобран в Астрахани. | [ 67 ] [ 76 ] [ 78 ] |
| Гром             | 14/16 | Сведений о размерах и осадке корабля не сохранилось | Сведений о размерах и осадке корабля не сохранилось | Астраханская верфь       | Лукманов                                      | 1805 | 1814 | Принимал участие русско-персидской войне 1804—1813 годов. С 1806 по 1811 год выходил в крейсерские плавания в Каспийское море, с декабря 1812 года до 1 (13) января 1813 года принимал участие в блокаде и бомбардировках Ленкорани. По окончании службы был разобран в Астрахани. | [ 67 ] [ 76 ] [ 78 ] |
| Вулкан           | 14/16 | 28,9 x 8,5                                          | 3,4                                                 | Казанское адмиралтейство | Е. И. Кошкин                                  | 1807 | 1816 | Принимал участие русско-персидской войне 1804—1813 годов. С 1808 по 1813 год выходил в крейсерские плавания в Каспийское море, в 1809 году находился во главе отряда, который вёл обстрел войск Баба-хана, находившихся южнее Баку на побережье. В 1814 и 1815 годах совершал практические плавания в Каспийском море. По окончании службы был переоборудован в кран для подъёма мачт в Астрахани. | [ 34 ] [ 76 ] [ 78 ] |
| Вулкан           | 14    | 28,9 x 8,5                                          | 3,4                                                 | Казанское адмиралтейство | А. П. Антипьев                                | 1817 | 1831 | Начиная с 1818 года совершал плавания в Каспийском море. По окончании службы был разобран в Астрахани. | [ 34 ] [ 76 ] [ 78 ] |

### Комментарии
1. 1 2  Бомбардирские корабли «Бир-Драгер» (от нидерл. bierdrager — разносчик пива) и «Вейн-Драгер» (от нидерл. wijndrager — виночерпий) относились к одному типу «Бир-Драгер» и были переделаны из одноимённых буеров типа «Гельд-Сак» (от нидерл. geldzak — денежный мешок).
2. ↑  3-пудовые мортиры.
3. ↑  Указана численность экипажа буера, сведений о численности экипажа после переоборудования в бомбардирское судно не сохранилось.
4. ↑  Две 3-пудовые гаубицы и двенадцать 20-фунтовых пушек.
5. ↑  Указана длина судна.
6. 1 2  Две мортиры и четыре пушки.
7. ↑  От нидерл. Donder — гром.
8. 1 2  Корабли «Самсон» и «Юпитер» строились по одному проекту, тип «Самсон».
9. ↑  Две 5-пудовые мортиры, две 3-пудовые гаубицы и десять 6-фунтовых пушек.
10. ↑  Или «Дондер».
11. ↑  Корабль имел уменьшенную осадку, поскольку предназначался для действий в шхерах.
12. 1 2 3 4 5 6  Корабли «Дондер», «Самсон», «Гром», «Марс», «Юпитер» 1755 года постройки и «Юпитер» 1771 года постройки строились по одному проекту, тип «Дондер».
13. 1 2 3  В том числе гаубицы и мортиры.
14. 1 2  Корабли «Перун» и «Гром» строились по одному проекту, тип «Перун».
15. ↑  Две 5-пудовые мортиры, две 3-пудовые гаубицы, две 8-фунтовые мортирки, четырнадцать 24-фунтовых карронад.
16. ↑  Две 5-пудовые мортиры, две 3-пудовые гаубицы, две 8-фунтовые мортирки, десять 24-фунтовых карронад.
17. ↑  Или «Дондер».
18. ↑  Две мортиры, десять 24-фунтовых и две 6-фунтовых пушки.
19. ↑  Или «Бликсел».
20. ↑  Или «Дондерпейль».
21. ↑  Или «Вредемакер».
22. ↑  Две мортиры, восемнадцать 12-фунтовых и четыре 6-фунтовых пушки, также был укомплектован двенадцатью дробовиками.
23. ↑  Или «Ламготес». Название было придумано Петром I, как шутливое противопоставление имени и огневой мощи корабля.
24. ↑  Или «Сшхрек».
25. ↑  2 мортиры и 12 пушек.
26. 1 2  Бомбардирские корабли «Первый» и «Второй» относились к одному типу «новоизобретенных» кораблей третьего рода.
27. ↑  Одна 2-пудовая мортира, две 1-пудовых гаубицы и восемь 12-фунтовых пушек.
28. ↑  В различных источниках приводится в качестве транспорта, бомбардирского корабля и новоизобретённого корабля 4-го рода.
29. ↑  Две 3-пудовые мортиры и двенадцать 6-фунтовых пушек.
30. ↑  Две 5-пудовые мортиры, две 3-пудовые гаубицы и десять 8-фунтовых пушек.
31. ↑  Построены в качестве транспортов, предназначавшихся для путешествия Екатерины II по Днепру.
32. ↑  2 мортиры, 2 гаубицы и четыре пушки.
33. 1 2 3 4  Бомбардирские корабли «Святой Пётр», «Алексей», «Иона» и «Филипп» были переоборудованы из галиотов и относились к одному типу «Святой Пётр».
34. 1 2  2 мортиры, 2 гаубицы и четыре 18-фунтовых пушки.
35. ↑  Построен и спущен в качестве галиота «Верблюд». В 1788 году переоборудован в бомбардирский корабль.
36. ↑  Построен и спущен в качестве галиота «Тарантул». В 1788 году переоборудован в бомбардирский корабль.
37. ↑  Построен и спущен в качестве галиота «Цапля». В 1788 году переоборудован в бомбардирский корабль.
38. ↑  Построен и спущен в качестве галиота «Темерник». В 1788 году переоборудован в бомбардирский корабль.
39. ↑  Заложен и спущен, как пакетбот «Почтальон», в 1785 году переоборудован во фрегат, а в 1788 году — в бомбардирский корабль.
40. ↑  Построен как торговое судно, приобретён в 1783 году и переоборудован во фрегат, а в 1788 году — в бомбардирский корабль.
41. ↑  Или «Святой Иероним».
42. ↑  Построен в качестве фрегата «Таганрог», в 1788 году переоборудован в бомбардирский корабль.
43. ↑  Две 3-пудовые гаубицы и четыре 18-фунтовые пушки.
44. ↑  Заложен и спущен как бот «Битюг», в 1788 году переоборудован в бомбардирский корабль.
45. ↑  2 мортиры, 2 гаубицы и 4 пушки.
46. 1 2  Бомбардирские корабли «Соперник» и «Подобный» относились к одному типу «Подобный».
47. 1 2  Одна 3-пудовая мортира, два 0,5-пудовых «единорога» и девять 3-фунтовых фальконетов.
48. ↑  Две 2-пудовые мортиры, две 1-пудовые гаубицы и десять 6-фунтовых пушек.
49. 1 2  Корабли «Кизляр» и «Моздок» строились по одному проекту, тип «Кизляр».
50. ↑  Две 3-пудовые мортиры, две 1-пудовые гаубицы, от двух до десяти 6-фунтовых пушек и от четырёх до шести фальконетов. По штату кораблю полагались медные гаубицы, но из-за их отсутствия были установлены чугунные.
51. ↑  Две 3-пудовые мортиры, одна 1-пудовая гаубица, одна 12-фунтовая пушка и десять 6-фунтовых пушек.
52. ↑  В разное время на судне могли быть установлены: две 3-пудовые мортиры, одна или две 1-пудовые гаубица, одна 12-фунтовая пушка, десять 6-фунтовых пушек и шесть 8-фунтовых фальконетов.